# بخش مرکزی شهرستان قصر شیرین
بخش مرکزی شهرستان قصر شیرین یکی از بخش‌های شهرستان قصر شیرین در استان کرمانشاه در غرب ایران است.

## تقسیمات کشوری
- بخش مرکزی شهرستان قصر شیرین
  - دهستان الوند
  - دهستان نصرآباد
  - دهستان فتح‌آباد

شهرها : قصر شیرین

## جمعیت
بنابر سرشماری مرکز آمار ایران، جمعیت بخش مرکزی شهرستان قصر شیرین در سال ۱۳۸۵ برابر با ۲۱۵۸۹ نفر بوده است.

## روستاها
روستاهای بخش مرکزی شهرستان قصر شیرین:
خسروی، 
سیدداود
- - دهستان نصرآباد

تازه‌آباد گراوه
نی پهن سیفاله
نی پهن عبداله
بره بورانجیربان
کرکهرک
گراوه اسماعیل
سید ایاز
سیدسهراب
سید سعید
خسروی
سید داود
تازه اباد شیرعلی
گراوه نمره دو
- - دهستان فتح‌آباد

کلانتر
اقابرار
نصرابادسیداحمد
نصراباد سیدخلیل
حاجی فتاح بگ
داربلوط
شیرین اب
طهماسب
نصرابادپاشا
نصراباد سیدحاتم
برفی کوشکری
کارخانه اسفالت شهرداری قصرشیرین